# أرواحية
الأرواحية أو الإحيائية (بالإنجليزية: Animism)‏ بمعنى «الروح، حياة» من اللاتينية) هي الاعتقاد بوجود الأرواح وأن أي نظام حي أو كائن أو حتى المواد الجامدة أحياناً تمتلك نوعاً من الروح مثل الحجارة، والنباتات، وكذلك في الظواهر الطبيعية مثل الرعد، وحتى بداخل المعالم جغرافية كالجبال والأنهار. الإحيائية منتشرة في الديانات القومية، ولكن يمكن العثور عليها في الشنتو، والهندوسية، ووحدة الوجود، والسيخية، والوثنية الجديدة.
على مر تاريخ أوروبا، كان العديد من الفلاسفة قد فكروا باحتمال وجود الروح في الحيوان، الإنسان، والنبات، ولكن التفسير المقبول الحالي قد وضعه إدوارد بيرنت تايلور في القرن التاسع عشر.
على الرغم من وجه الشبه بين الطوطمية والإحيائية، ولكنها كما يقول تيم أنجولد تركز على كائنات الروح الفردية التي تساعد في إدامة الحياة، في حين الطوطمية تقول أن هناك مصدر يوفر الأساس للحياة مثل الأرض، أو أسلاف. بعض الجماعات الدينية القومية مثل السكان الأصليين لأسترالية يميلون إلى الطوطمية، ولكن الإنويت يميلون إلى الإحيائية في نظرهم.

## التأثيل

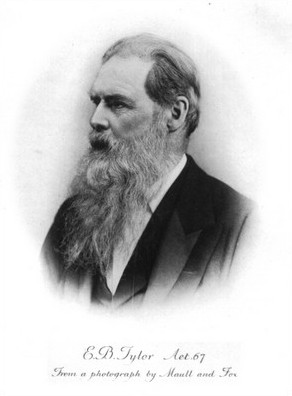
كان إدوارد بيرنت تايلور مسؤولاً عن تعريف الإحيائية المقبولة حاليا في علم الأنثروبولوجيا.

مصطلح الإحيائية أتى من كلمة animismus التي وضعت من قبل العالم الألماني إدوارد بيرنت تايلور في حوالي 1720م، للإشارة إلى أن «يتم إنتاج الحياة الحيوانية من قبل روح معنوية». ال'نيميزم' دخل اللغة الإنجليزية في عام 1819. وقد اتخذ المصطلح وقاموا بإعادة تعريفه من قبل ادوارد تايلور الأنثروبولوجي في كتابه الثقافة البدائية عام 1871، عرفه ب«نظرية الحركة العالمية للطبيعة». بفضل تعريف تايلور له، ينظر الإحيائيين إلى العالم الطبيعي على أنه على قيد الحياة. الوصف الذاتي لنفسه كان أنه «عالم عقلاني معزز»، كان يعتقد أن هذا الرأي كان «طفولي» ونموذج «التخلف المعرفي»، وبالتالي إنه كان شائعة في الشعوب «البدائية» مثل أولئك الذين يعيشون في مجتمعات جامعي الصيد.
مفهوم تيلور للإحيائية استُخدم من قبل العديد من علماء الأنثروبولوجيا، مثل إميل دوركهايم، وكلود ليفي ستروس، وتيم أنجولد. ولكن بعض علماء الأنثروبولوجيا، مثل نوريت بيرت-ديفس قد انتقدوا مفهوم تايلور للإحيائية، واعتبرتوه أنه قديم.

## الحافز
الإحيائية بشكل عام، هو على سبيل المثال اعتبار الأجسام على أنها تحتوي على روح، ومعاملتهم كما أن الأجسام أرواح على نحو شبه عالمي. جان بياجيه طبق المصطلح في علم نفس الطفل في الإشارة إلى تفاهم الضمني بالعالم في عقل الطفل الذي يفترض أن كل الأحداث تنتج من نية أو وعي. بياجيه يفسر هذا بعدم القدرة المعرفية للتمييز بين العالم الخارجي من نفسية المرء. علم النفس التنموي قد قرر أن التمييز الأشكال ذوات الأرواح مقابل الجماد أنها فكرة مجردة المكتسبة عن طريق التعلم.
قوائم الظواهر التي أدت الوحشيين إلى الاعتقاد بوجود الإحيائية أعطيت من قبل تيلور، هربرت سبنسر، أندرو لانج، وغيرهم؛ قد انشأت جدل إحيائي بين الماضية والقوائم الأولوية. ومن هذه الظواهر، الأحلام والهلوسات النشوة.

## ديانات إحيائية

### الديانات الأفريقية التقليدية
في العادة أي مجموعة من المعتقدات برورح الطبيعة المتختلفة قد تكون موصوفة بأنها إحيائية، ولكن هذه العبارة سبب الكثير من الاختلافات بالرأي بين علماء الثقافة الأنثروبولوجيا. وصف الديانات التقليدية الأفريقية ب«الإحيائية» يعتبر كمصطلح يستخدم لاختصار التفاعل الأغنى والأكثر تعقيدا بين الشيوخ، والأجداد ورمح الطبيعة.

### الديانات الشرقية
الشنتو، التي تعد الديانة التقليدية في اليابان، تعد إحيائية للغاية. في الشنتو، روح الطبيعة، أو الكامي، موجود في كل مكان، من الاعظم (مثل آلهة الشمس)، الذي يمكن اعتبارها تعدد، إلى الأدنى، التي قد تصف بشكل من أشكال الإحيائية.
هناك بعض الجماعات الهندوسية التي يمكن أن تعتبر إحيائية. في ولاية كارناتاكا الساحلية لديهم عادة مختلفة للصلاة للأرواح لإلاههم

### ديانات الأمريكيين الأصليين
الكثير من الديانات التقليدية الأصلية الاميركية في الأساس إحيائية. انظر، على سبيل المثال، لصلاة "اكوتا سوز ميتاكويه أوياسين". صلاة "دعي الشكر" لدى الإيروكواس تشكر كل ادمي، نبات، وحيوان.

### الحركات الدينية الجديدة
العديد لكن ليس كل ديانات الوثنية الجديدة يمارسون شكل من أشكال الإحيائية.

## الحياة الأرواحية

### الحيوانات غير البشرية
تنطوي الأرواحية على الاعتقاد بامتلاك جميع الكائنات الحية للروح، إذ يتمحور الاهتمام المركزي لفكر الأرواحية بالتالي حول كيفية أكل الحيوانات، أو تسخيرها بطرق أخرى لتلبية احتياجات الإنسان. تنظر الأرواحية إلى أفعال الحيوانات غير البشرية باعتبارها «مقصودة، ومخططة وذات غاية»، وإلى هذه الحيوانات باعتبارها أشخاص، نظرًا إلى أنها حية وقادرة على التواصل مع الغير على حد سواء.
تعتبر وجهات النظر الروحانية العالمية أن الحيوانات غير البشرية من شأنها مشاركة البشر في أنظمة القرابة والمراسم المختلفة، بالإضافة إلى امتلاكها أنظمة القرابة والمراسم الخاصة بها. تعود إحدى الأمثلة، التي استشهد بها غراهام هارفي للإشارة إلى الفهم الأرواحي لسلوك الحيوان، إلى حفل شعب الميغماك المنظم بواسطة ميغماك نهر كوني في عام 1996؛ يحلّق نسر فوق المراسيم، ليدور حول مجموعة من الطبول المركزية. ينادي المشاركون المجتمعون كيتبو («النسر»)، معبرين عن ترحيبهم بالطائر وعن سرورهم بجماله، ليوضح هارفي لاحقًا وجهة النظر القائلة إن تصرفات النسر من شأنها عكس موافقته على الحدث، فضلًا عن عودة الميغماك إلى الممارسات الروحية التقليدية.
وفقًا للأرواحية، يجب تأدية الطقوس للحفاظ على العلاقات بين الإنسان والأرواح. غالبًا ما يؤدي السكان الأصليون هذه الطقوس بهدف كسب رضا هذه الأرواح وطلب مساعدتها أثناء مختلف الأنشطة مثل الصيد والشفاء. في المنطقة القطبية الشمالية، يؤدي السكان الأصليون قبل الصيد مجموعة من الطقوس المعينة كوسيلة لإبداء احترامهم لأرواح هذه الحيوانات.

### الفلورا
ينظر بعض أتباع الأرواحية أيضًا إلى حياة النباتات والفطريات باعتبارها أشخاصًا ويتفاعلون معها بناءً على ذلك. يتمثل اللقاء الأكثر شيوعًا بين الإنسان وهؤلاء الأشخاص من النباتات والفطريات في عمليات جمع الأول للأخير من أجل الطعام، وبالنسبة إلى كثير من أتباع الأرواحية، من الواجب تأدية هذا التفاعل باحترام. استشهد هارفي بمثال عن مجتمعات الماوري في نيوزيلندا، الذين يمارسون غالبًا طقوس دعوات الكاراكيا عند جمعهم البطاطا الحلوة. أثناء هذه الممارسة، يكون هنالك وعي بعلاقة القرابة بين الماوري والبطاطا الحلوة، مع إدراك وصول كليهما إلى أوتياروا معًا في نفس الزوارق.
في أمثلة أخرى، يؤمن أتباع الأرواحية بقدرة التفاعل مع الأشخاص من النباتات والفطريات على إحداث تواصل ببعض الأمور المجهولة أو غير القابلة للمعرفة حتى. على سبيل المثال، يؤمن بعض الوثنيين المعاصرين بإمكانية تنمية العلاقات مع بعض أنواع الأشجار المعينة، إذ يُعتقد أن مثل هذه العلاقات من شأنها جلب المعرفة أو الهدايا المادية، مثل الزهور، أو النسغ أو الخشب الذي يمكن استخدامه كحطب أو لتشكيل عصا الساحر؛ في المقابل، يقدم هؤلاء الوثنيون القرابين للشجرة نفسها، إذ تأتي هذه القرابين على شكل إراقة الشراب الذي يتكون بدوره من نبيذ العسل أو الجعة، أو قطرة دم من الإصبع أو خصلة من الصوف.

## اقرأ أيضًا
- طوطمية
- شامانية
- شنتو
- علم اجتماع الدين
- عبادة الأموات
- الديانات الإفريقية التقليدية